# Comuna Pușkari, Ripkî
Pușkari (în ucraineană Пушкарі) este o comună în raionul Ripkî, regiunea Cernihiv, Ucraina, formată din satele Molocikî, Pușkari (reședința), Tamarivka și Vîsokîn.

## Demografie
Componența lingvistică a comunei Pușkari
     Ucraineană (98,44%)
     Rusă (1,11%)
     Alte limbi (0,45%)
Conform recensământului din 2001, majoritatea populației comunei Pușkari era vorbitoare de ucraineană (98,44%), existând în minoritate și vorbitori de rusă (1,11%).